# HD 21610
HD 21610，又名BD+72 178，SAO 4936、HR 1055，是一颗恒星，视星等为6.57，位于銀經134.1，銀緯14.14，其B1900.0坐标为赤經3h 24m 14.4s，赤緯+73° 14.14′ 29″。